# Rabda
Rabda (arab. ربدة) – wieś w Syrii, w muhafazie Hama. W 2004 roku liczyła 642 mieszkańców.